# Чемпионат Хорватии по шоссейному велоспорту
Чемпионат Хорватии по шоссейному велоспорту — национальный чемпионат Хорватии по шоссейному велоспорту, проводимый Федерацией велоспорта Хорватии с 1996 года. За победу в дисциплинах присуждается майка в цветах национального флага (на илл.).

## Призёры

### Мужчины. Групповая гонка.
| Год  | Победитель           | Второй               | Третий               |
| ---- | -------------------- | -------------------- | -------------------- |
| 1996 | Мартин Чотар         | Зак Фонович          | Роберт Песняк        |
| 1997 | Срджан Луштица       | Зак Фонович          | Эдуард Кишерловски   |
| 1998 | Владимир Михолевич   | Мартин Чотар         | Симе Покрня          |
| 1999 | Мартин Чотар         | Радослав Рогина      | Хрвое Михолевич      |
| 2000 | Владимир Михолевич   | Массимо Демарин      | Хрвое Михолевич      |
| 2001 | Хрвое Михолевич      | Радослав Рогина      | Владимир Михолевич   |
| 2002 | Массимо Демарин      | Мартин Чотар         | Радослав Рогина      |
| 2003 | Радослав Рогина      | Хрвое Михолевич      | Массимо Демарин      |
| 2004 | Томислав Данчулович  | Радослав Рогина      | Массимо Демарин      |
| 2005 | Матия Квасина        | Радослав Рогина      | Хрвое Михолевич      |
| 2006 | Хрвое Михолевич      | Массимо Демарин      | Давид де Мануэле     |
| 2007 | Томислав Данчулович  | Радослав Рогина      | Матия Квасина        |
| 2008 | Томислав Данчулович  | Владимир Михолевич   | Кристиян Джюрасек    |
| 2009 | Кристиян Джюрасек    | Радослав Рогина      | Эмануэль Кишерловски |
| 2010 | Радослав Рогина      | Дарко Блажевич       | Лука Грубич          |
| 2011 | Кристиян Джюрасек    | Томислав Данчулович  | Матия Квасина        |
| 2012 | Владимир Михолевич   | Кристиян Джюрасек    | Роберт Кишерловски   |
| 2013 | Роберт Кишерловски   | Радослав Рогина      | Эмануэль Кишерловски |
| 2014 | Радослав Рогина      | Эмануэль Кишерловски | Матия Квасина        |
| 2015 | Эмануэль Кишерловски | Йосип Румац          | Матия Квасина        |
| 2016 | Радослав Рогина      | Йосип Румац          | Эмануэль Кишерловски |
| 2017 | Йосип Румац          | Бруно Радотич        | Эмануэль Кишерловски |
| 2018 | Виктор Потоцкий      | Матео Братич         | Лоренсо Маренци      |
| 2019 | Йосип Румац          | Радослав Рогина      | Виктор Потоцкий      |
| 2020 | Йосип Румац          | Виктор Потоцкий      | Антонио Барач        |
| 2021 | Виктор Потоцкий      | Фран Михолевич       | Филип Квасина        |
| 2022 | Карло Юрисевич       | Антонио Барач        | Иван Братич          |
| 2023 |                      |                      |                      |
| 2024 | Виктор Потоцкий      | Nicolas Gojković     |                      |

### Мужчины. Индивидуальная гонка.
| Год  | Победитель         | Второй              | Третий               |
| ---- | ------------------ | ------------------- | -------------------- |
| 1997 | Лука Бакрач        | Мартин Чотар        | Дино Зубан           |
| 1998 | Лука Бакрач        | Хрвое Бошняк        | Дино Зубан           |
| 1999 | Мартин Чотар       | Владимир Михолевич  | Хрвое Бошняк         |
| 2000 | Мартин Чотар       | Владимир Михолевич  | Радослав Рогина      |
| 2001 | Мартин Чотар       | Владимир Михолевич  | Давид де Мануэле     |
| 2002 | Мартин Чотар       | Радослав Рогина     | Хрвое Бошняк         |
| 2003 | Радослав Рогина    | Томислав Данчулович | Массимо Демарин      |
| 2004 | Матия Квасина      | Радослав Рогина     | Давид де Мануэле     |
| 2005 | Мартин Чотар       | Лука Бакрач         | Давид де Мануэле     |
| 2006 | Матия Квасина      | Давид де Мануэле    | Эмануэль Кишерловски |
| 2007 | Матия Квасина      | Кристиян Джюрасек   | Давид де Мануэле     |
| 2008 | Матия Квасина      | Бруно Радотич       | Мартин Чотар         |
| 2009 | Бруно Радотич      | Лука Грубич         | Давид де Мануэле     |
| 2010 | Матия Квасина      | Бруно Радотич       | Боян Рафа            |
| 2011 | Кристиян Джюрасек  | Матия Квасина       | Бруно Радотич        |
| 2012 | Владимир Михолевич | Кристиян Джюрасек   | Матия Квасина        |
| 2013 | Матия Квасина      | Бруно Мальтар       | Йосип Румац          |
| 2014 | Бруно Мальтар      | Йосип Румац         | Эмануэль Кишерловски |
| 2015 | Матия Квасина      | Бруно Мальтар       | Боян Гуневич         |
| 2016 | Матия Квасина      | Бруно Мальтар       | Мийо Бебич           |
| 2017 | Бруно Радотич      | Боян Гуневич        | Томислав Миятович    |
| 2018 | Йосип Румац        | Боян Гуневич        | Мийо Бебич           |
| 2019 | Йосип Румац        | Боян Гуневич        | Томислав Миятович    |
| 2020 | Йосип Румац        | Эуджен Попович      | Мийо Бебич           |
| 2021 | Тони Стоянов       | Лоренсо Маренци     | Йосип Бугаржа        |
| 2022 | Фран Михолевич     | Виктор Потоцкий     | Антонио Барач        |
| 2023 | Фран Михолевич     | Антонио Барач       |                      |
| 2024 | Nicolas Gojković   |                     |                      |

### Женщины. Групповая гонка.
| Год  | Победитель        | Второй            | Третий             |
| ---- | ----------------- | ----------------- | ------------------ |
| 2007 | Вена Бален        | Ивана Рушковски   | Леопольдина Бельян |
| 2008 | Вена Бален        | Марина Бодуляк    | Ивана Рушковски    |
| 2009 | Марина Бодуляк    | Миа Радотич       | Елена Грачин       |
| 2010 | Марина Бодуляк    | Миа Радотич       | Ванда Свракич      |
| 2011 | Миа Радотич       | Майя Марукич      | Елена Грачин       |
| 2012 | Миа Радотич       | Антонела Ференчич | Мира Мокан         |
| 2013 | Антонела Ференчич | Миа Радотич       | Ванда Свракич      |
| 2014 | Миа Радотич       | Антонела Ференчич | Ванда Свракич      |
| 2015 | Миа Радотич       | Антонела Ференчич | Диана Врдоляк      |
| 2016 | Миа Радотич       | Антонела Ференчич | Андреа Хусаин      |
| 2017 | Миа Радотич       | Глория Муса       | Алессандра Муса    |
| 2018 | Миа Радотич       | Алессандра Муса   | Глория Муса        |
| 2019 | Майя Перинович    | Миа Радотич       | Майя Боначич       |
| 2020 | Майя Перинович    | Миа Радотич       | Наталья Бакула     |
| 2021 | Майя Перинович    | Миа Радотич       | Майя Марукич       |
| 2022 | Matea Deliu       | Миа Радотич       | Андреа Хусаин      |
| 2023 | Majda Horvat      | Андреа Хусаин     | Миа Радотич        |
| 2024 | Majda Horvat      | Майя Боначич      | Андреа Хусаин      |

### Женщины. Индивидуальная гонка.
| Год  | Победитель      | Второй            | Третий            |
| ---- | --------------- | ----------------- | ----------------- |
| 2007 | Ивана Рушковски | Елена Грачин      | Кристина Скевин   |
| 2008 | Вена Бален      | Майя Марукич      | Марина Бодуляк    |
| 2009 | Миа Радотич     | Майя Марукич      | Марина Бодуляк    |
| 2010 | Елена Грачин    | Ванда Свракич     | Антонела Ференчич |
| 2011 | Миа Радотич     | Дарья Плетикапа   | Елена Грачин      |
| 2012 | Миа Радотич     | Антонела Ференчич | Мира Мокан        |
| 2013 | Миа Радотич     | Диана Врдоляк     | Антонела Ференчич |
| 2014 | Миа Радотич     | Ванда Свракич     | Диана Врдоляк     |
| 2015 | Миа Радотич     | Диана Врдоляк     | Антонела Ференчич |
| 2016 | Миа Радотич     | Диана Врдоляк     | Наташа Сустик     |
| 2017 | Миа Радотич     | Наташа Сустик     |                   |
| 2018 | Миа Радотич     | Майя Боначич      | Майя Марукич      |
| 2019 | Миа Радотич     | Майя Перинович    | Майя Боначич      |
| 2020 | Миа Радотич     | Майя Перинович    | Матея Посавец     |
| 2021 | Миа Радотич     | Майя Марукич      | Алессандра Муса   |
| 2022 | Миа Радотич     | Андреа Хусаин     | Глория Муса       |
| 2023 | Миа Радотич     | Андреа Хусаин     | Pernjak Zlatica   |
| 2024 | Majda Horvat    | Миа Радотич       | Kristina Koter    |